# Църварица
Църварѝца е село в Западна България. То се намира в община Невестино, област Кюстендил.

## География
Село Църварица се намира в планински район. Разположено е в горното течение на реките Речица и Суха, в близост до държавната граница със Северна Македония. През 1971 г. към селото са присъединени махалите Ново село и Копривлен.

## История
Среща се в турски регистър от 1576 г. като Червариче. Съществува предание, че някога е било едно село със село Илия и то се е наричало Кленовик.

## Население
Численост и дял на етническите групи според преброяването на населението през 2011 г.:
|                     | Численост | Дял (в %) |
| Общо                | 59        | 100,00    |
| Българи             | 58        | 98,30     |
| Турци               | 0         | 0,00      |
| Цигани              | 0         | 0,00      |
| Други               | 0         | 0,00      |
| Не се самоопределят | 0         | 0,00      |
| Неотговорили        | 1         | 1,69      |

## Културни и природни забележителности
В местността Малкия средок е разположен поддържан резерват „Габра“, а в местността Падината има вековен летен дъб с височина 20 м, обиколка на ствола 3,50 м и възраст над 300 г.

## Редовни събития
Селото си прави земляческа среща всяка година на 11 май.

## Личности
- Родени
- Златан Стойков (р. 1951) – началник на генералния щаб на Българската армия (2006 – 2009)

## Други
В района на селото има изоставен паметник на загинали военни чинове от 13-и пехотен Рилски полк от периода на войните от 1912 до 1918 г.